# Great Eastern
El Great Eastern fue un transatlántico británico diseñado por Isambard Kingdom Brunel y construido por los astilleros J. Scott Russell & Co de Millwall (Londres). El Great Eastern fue diseñado con propulsión mixta de vapor y velas, y su casco fue construido con hierro, en lugar de madera. 
Desde el momento de su botadura en 1858, se convirtió en el barco más grande jamás construido, título que mantuvo durante todo el siglo XIX, hasta que, en 1899, su eslora fue superada por el RMS Oceanic y, en 1901, su tonelaje fue superado por el transatlántico RMS Celtic, ambos buques propiedad de la Oceanic Steam Navigation Company (más conocida como White Star Line). El Great Eastern fue diseñado para transportar a un total de 4000 pasajeros alrededor del mundo sin reabastecerse. 
El Great Eastern operó como barco de pasajeros y buque cableador desde su introducción en 1860, hasta 1889, año en el que fue retirado del servicio y, posteriormente, vendido para su desguace.

## Historia

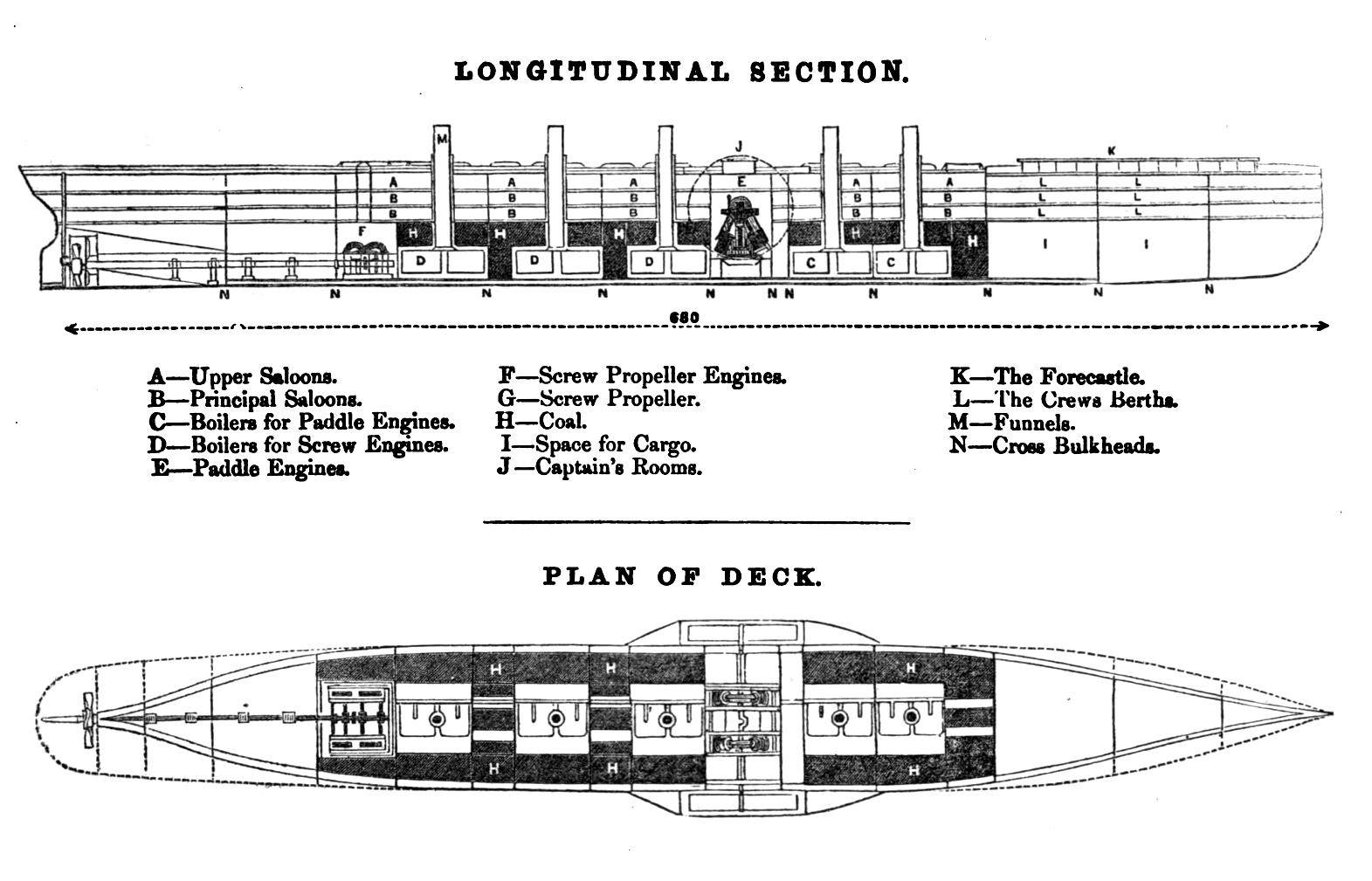
Perfil y planta del Great Eastern

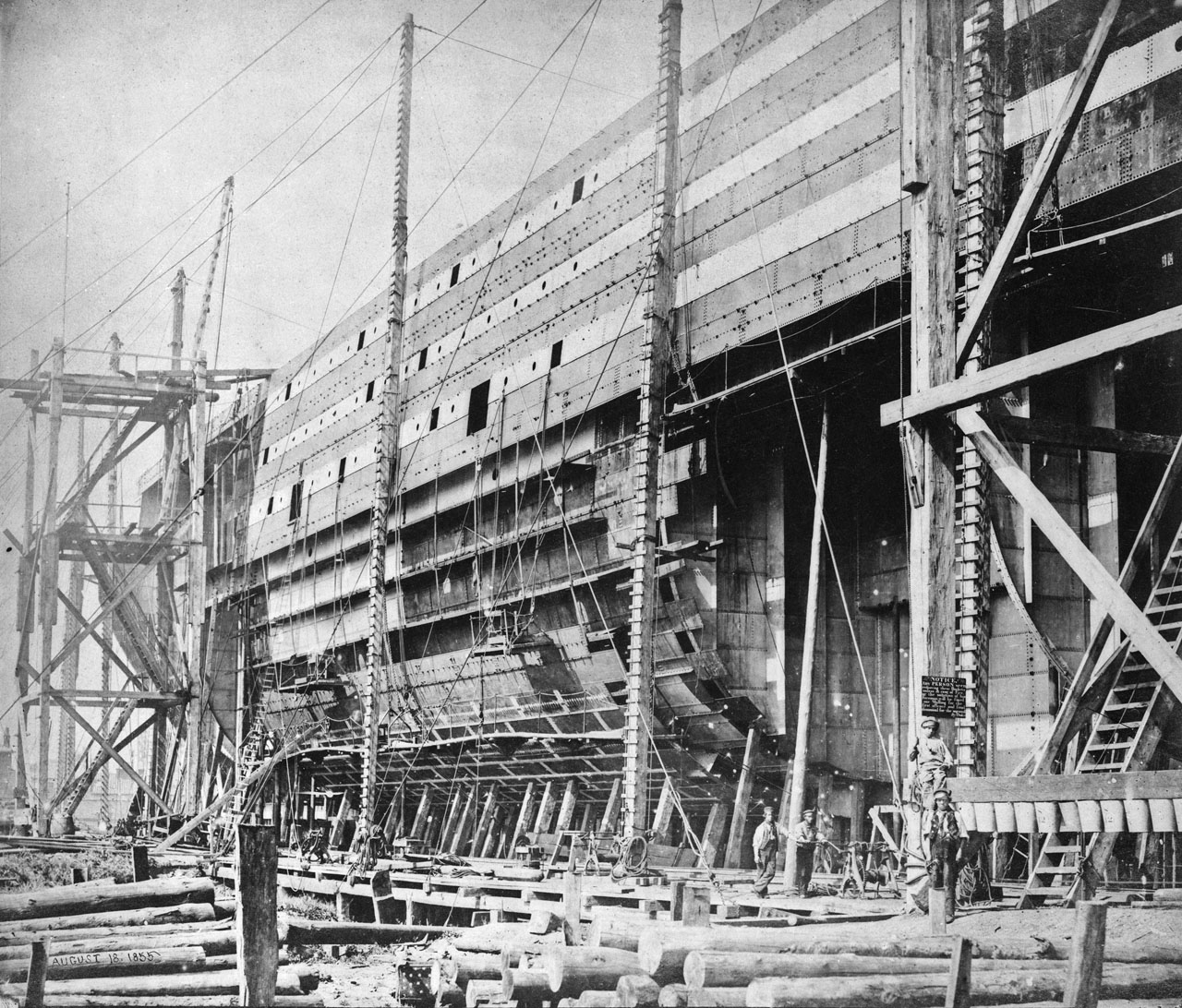
Construcción del Great Eastern, 18 de agosto de 1855

El Great Eastern (originalmente llamado Leviathan) fue construido en los astilleros J Scott Russell & Co de Millwall (Londres), en las orillas del río Támesis. Su quilla fue colocada en la grada el 1 de mayo de 1854. Debido al gran tamaño del buque, la quilla fue colocada paralelamente al río, para que más tarde fuese botado al mar de costado. Fue botado el 31 de enero de 1858. El ingeniero británico Isambard Kingdom Brunel lo diseñó con un sistema de propulsión mixto, consistente en dos grandes ruedas de palas, con un diámetro de 17 m, una hélice, con un diámetro de 7,3 m, y múltiples velas en seis mástiles. Las ruedas de palas eran accionadas por cuatro máquinas de vapor que desarrollaban una potencia de 1000 CV, y la hélice era accionada gracias a otra máquina (de 4 cilindros con 2,13 m de carrera), que era alimentada por seis calderas y desarrollaba 1600 CV. La potencia total fue estimada en 8000 CV (6 MW).
El buque realizó su primer viaje de prueba el 7 de septiembre de 1859, durante el cual sufrió daños a causa de la explosión de una caldera, siendo llevado a Weymouth (Inglaterra), para su reparación. Brunel, que apodaba al barco cariñosamente como Great Babe, murió en 1859, poco después de su primer viaje. Después de haber realizado dos viajes de prueba en 1859, su viaje inaugural fue anunciado para el año siguiente, el 17 de junio de 1860. Ese día zarpó desde Southampton hacia Nueva York, y finalizó el viaje tras 11 días de navegación. El Great Eastern sirvió durante varios años como un transatlántico de pasajeros entre Gran Bretaña y América, pero tuvo poco éxito y había pocos fondos para su gestión, siendo retirado del servicio. Fue convertido en un barco para el tendido de cables submarinos y posteriormente tendió el primer cable telegráfico transatlántico durante 1866, ya que su gran tamaño permitía alojar el total de cable submarino a tender en un solo viaje.

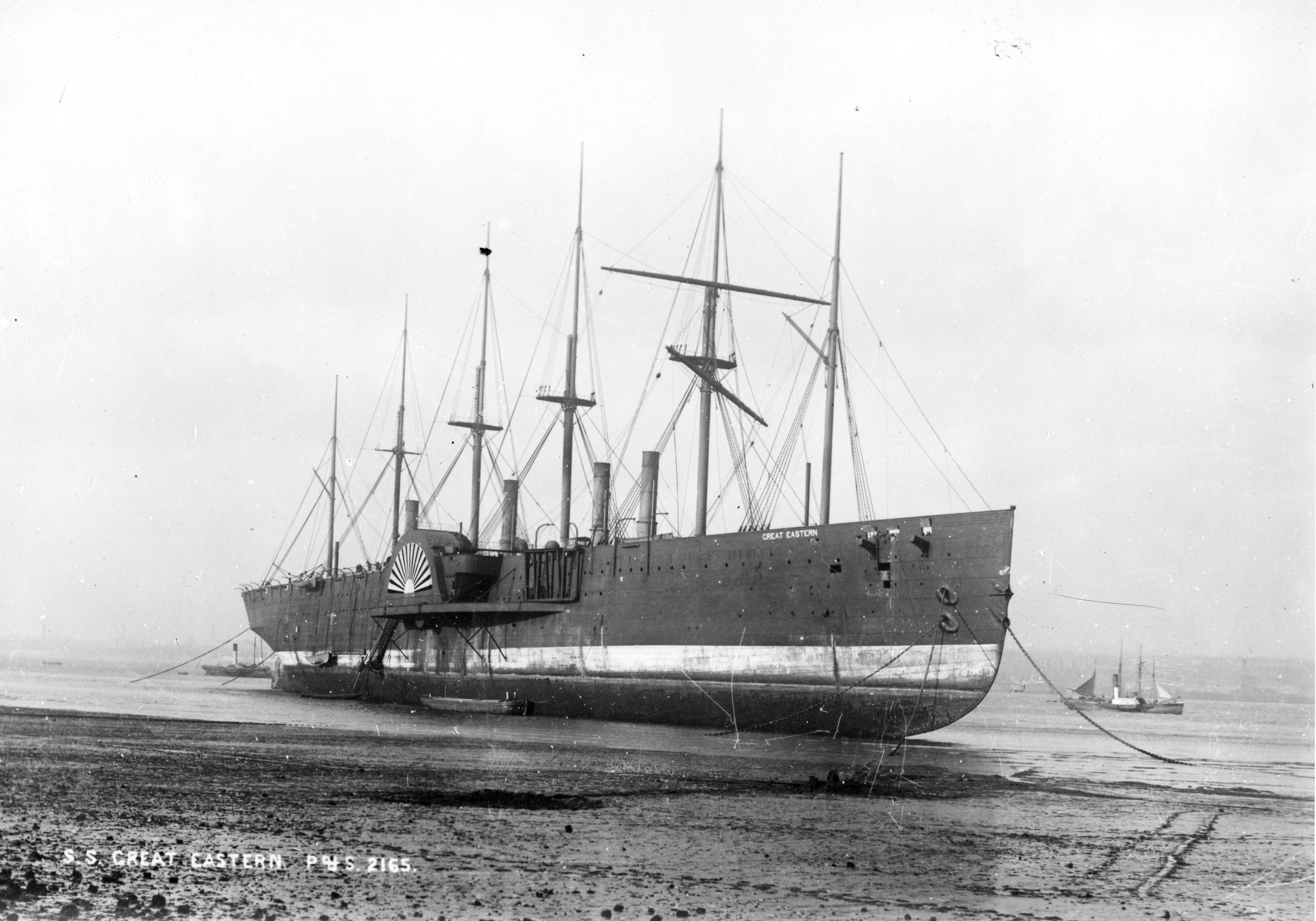
El Great Eastern hacia 1889, poco antes de ser desguazado

En 1867 fue reacondicionado por los franceses con el fin de transportar turistas desde América hasta la Exposición francesa, y al año siguiente, volvió al servicio de cableado submarino. Entre 1869 y 1874 tendió seis cables entre Europa y Norteamérica, reparó dos cables más, y tendió otro en el Océano Índico. En los años 1870, nuevos barcos, específicamente construidos para la colocación de cables submarinos, hicieron que el Great Eastern quedara obsoleto. Terminó su vida como music hall flotante en Liverpool para los famosos grandes almacenes Lewis´s, siendo enviado al desguace en 1889. Fue desguazado en Rock Ferry, en el estuario del Mersey (cerca de Birkenhead) por Henry Bath & Sons entre 1889-1890. El desguace tardó 18 meses en ser finalizado y requirió el trabajo de 200 hombres. Un mástil del barco fue comprado por el Liverpool Football Club en busca de un emblema para su estadio de Anfield. Este mástil todavía se encuentra en el estadio.

## Literatura

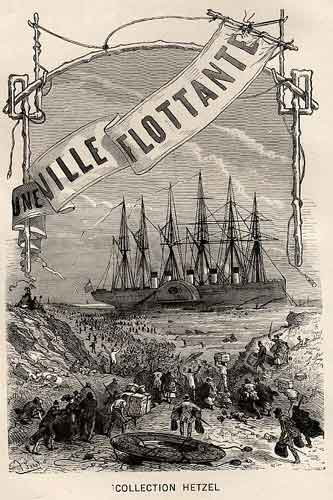
Ilustración de Una ciudad flotante, de Julio Verne

Este barco inspiró a Julio Verne (que había realizado a bordo una travesía transatlántica en abril de 1867), su novela Una ciudad flotante, y a Victor Hugo un pasaje de La leyenda de los siglos. También apareció en la novela para niños Is de Derek Webb.

## Televisión
En 2003, el Great Eastern apareció en El gran barco, un episodio de la serie docudrama de la BBC Las siete maravillas del mundo industrial.

## Videojuegos
El Great Eastern aparece en Anno 1800, donde el jugador tiene la posibilidad de comprar o botar el barco y usarlo para el transporte de mercancías entre islas.

## Galería

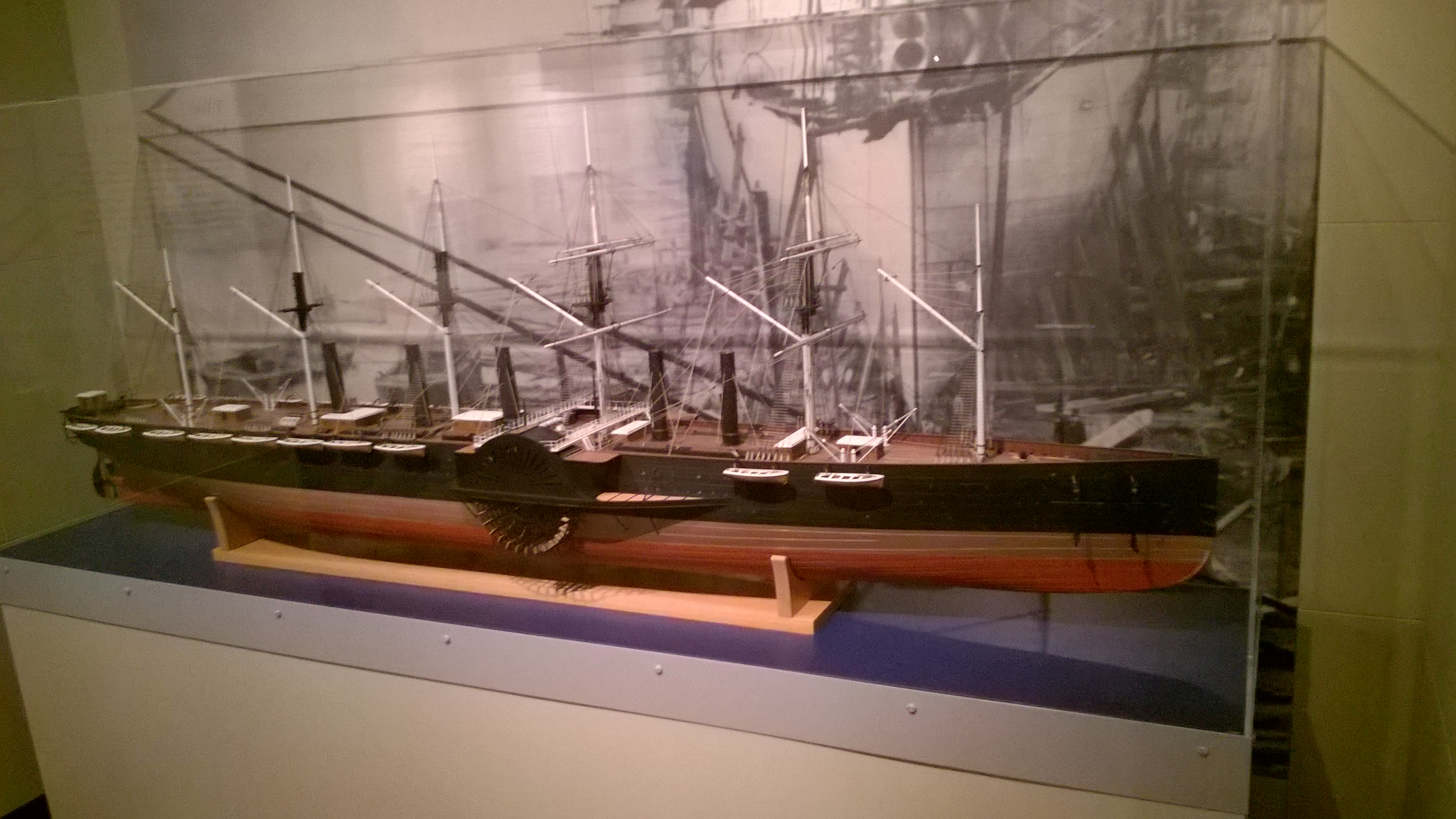
Maqueta del SS Great Eastern.
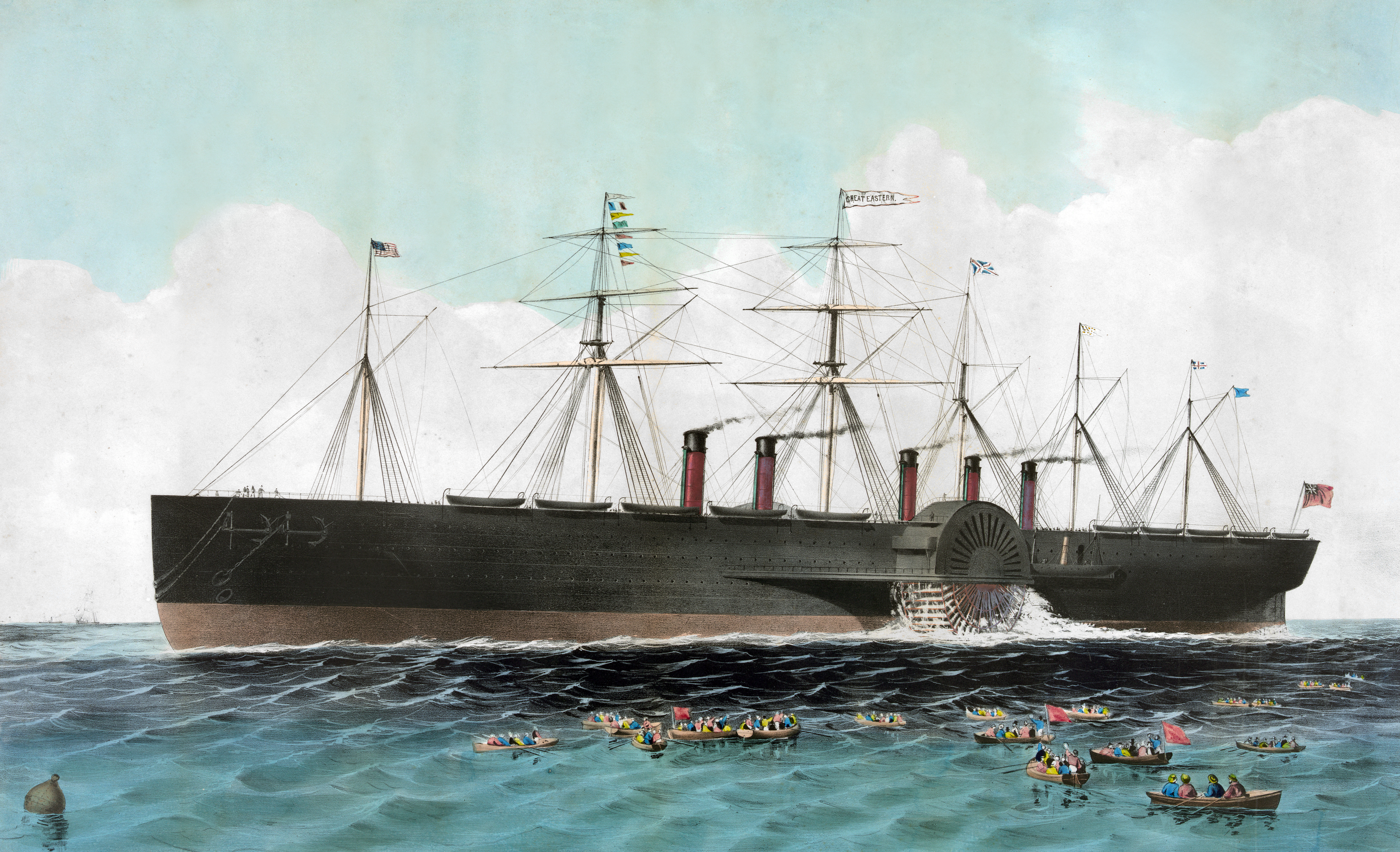
Dibujo del SS Great Eastern.
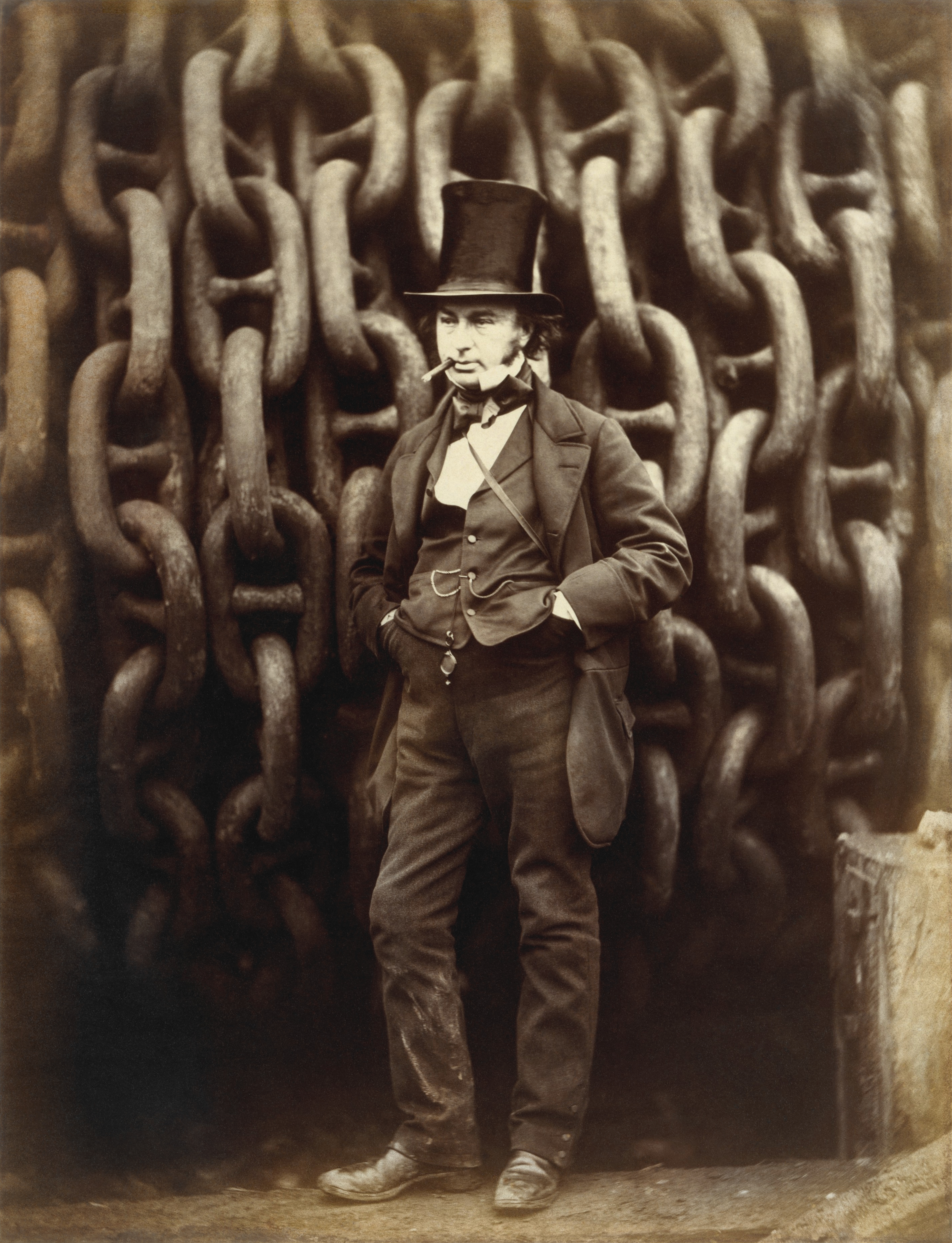
La famosa fotografía de Isambard Kingdom Brunel con las cadenas del barco antes de la botadura.
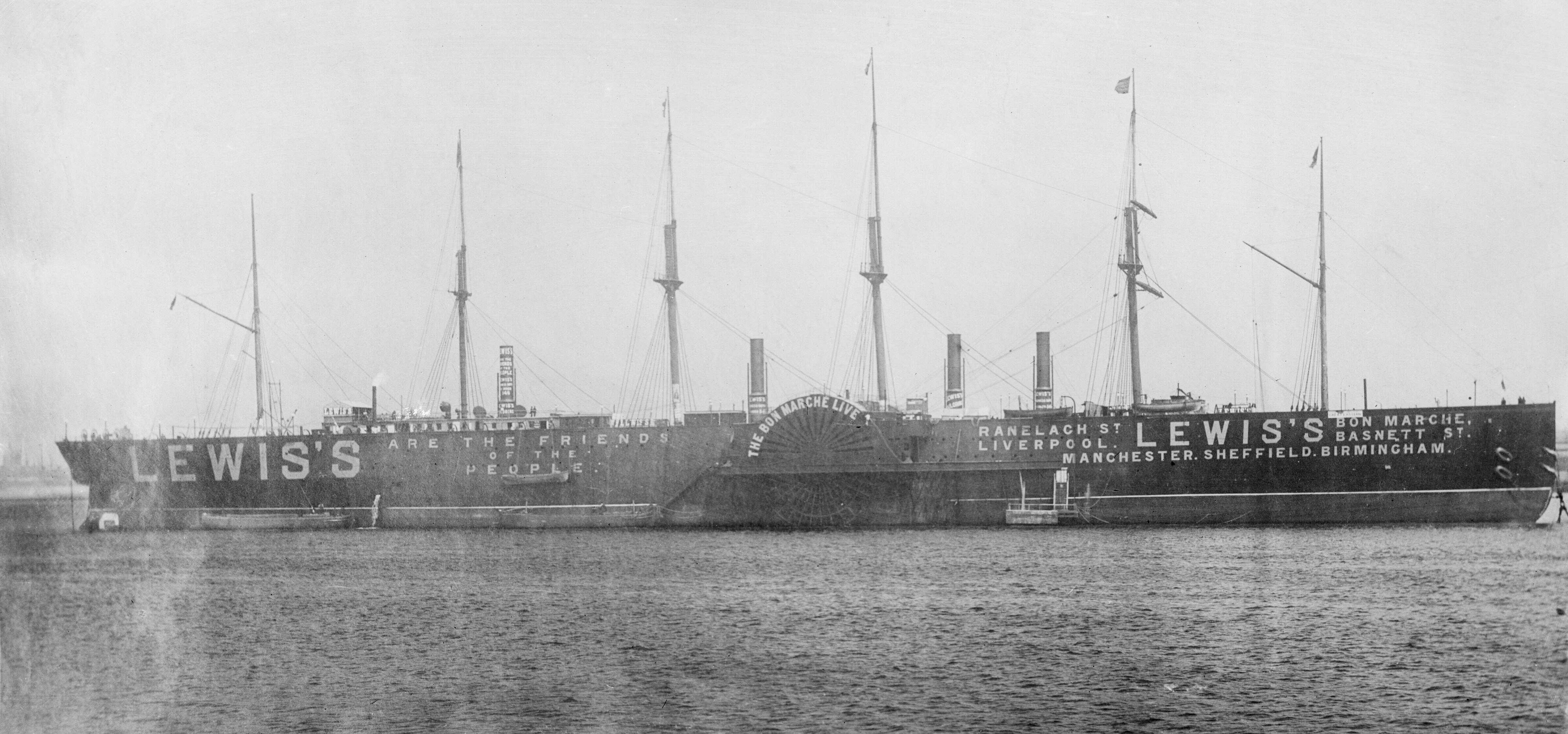
El Great Eastern como cartel flotante para los grandes almacenes Lewis en Liverpool, década de 1880.